# Obični ris
Obični ris (lat. Lynx lynx), ili euroazijski ris je najveća mačka u Europi pa i na hrvatskom tlu. To je vrsta iz roda risova unutar porodice mačaka. Kad se u Hrvatskoj kaže 'ris', u pravilu se misli upravo na ovu vrstu.

## Osobine
Dužina tijela im je do 1,30 m (uz dodatak repa od 11 do 25 cm), a u ramenima su visoki oko 65 cm. U srednjoj Europi, ovisno o području gdje žive, prosječno su teški od 20 do 26 kg (krajnje vrijednosti su 12 do 37 kg). Ženke su s prosječnom težinom od 17 do 20 kg (krajnosti su 12 do 29 kg) osjetno lakše od mužjaka. Zajedničko svim vrstama risova su šiljaste uši s čuperkom dlake na vrhu i kratak rep. Krzno im je žućkasto do sivo smeđe i često prošarano tamnijim pjegama ili prugama. Šare ovise o okolišu i od područja do područja su različite. Ova vrsta ima izražene čuperke duže dlake na obrazima. Imaju vrlo oštar vid i istančan sluh koji im omogućavaju da lako otkriju plijen.

## Način života
Ris je samotnjak koji lovi prije svega u sumrak i noću. Spektar njegove lovine su mali i srednje veliki sisavci, ptice, zečevi, kunići, vjeverice, zmije i dr., ovisno koje vrste žive na njegovom staništu. Nečujno im se prikrade strelovitom brzinom skoči na njih i sruši ih na tlo. Nakon što pojede svoj plijen, odlazi se odmoriti u svoje skrovište. Vrlo se rijetko poneka jedinka specijalizira na domaće životinje kao što su koze ili ovce. Lovi tipično kao sve mačke: prikrada se iz zasjede zaskoči lovinu ili ju sustiže u kratkom trku (najviše do 20 m). Često mijenja svoje prebivalište prateći srne u njihovim migracijama, kojima se hrani. Zabilježeni su i vrlo rijetki napadi na ljude koji su se dogodili gotovo isključivo u samoobrani.
Mužjak i ženka se sreću samo kratko radi parenja između siječnja i travnja. Nakon skotnosti od deset tjedana, ženka koti dvoje, troje mladunaca na nekom mirnom mjestu i ostaju uz majku do sljedećeg proljeća. Smrtnost mladunaca je vrlo velika, tako da samo oko polovine mladunaca doživi godinu dana. 
Očekivani životni vijek im je 10 – 12 godina, no postoje i izvješća o jedinkama koje su doživjele i 24 godine.
U Hrvatskoj ris živi u Gorskom kotaru, Lici i Ćićariji povremeno na Kordunu i Sjevernom Primorju. Zaštićena je vrsta, premda većina ljudi na tu zabranu lova ne gleda. 
U Hrvatskoj u divljini obitava 40 – 60 jedinki običnog risa, dok u susjednoj Sloveniji postoji svega 17 jedinki. Državni zavod za zaštitu prirode uvrstio ga je na žalostan popis kao jednu od šest regionalno izumrlih vrsta sisavaca u Hrvatskoj.

## Vanjske poveznice
- Plan upravljanja risom u Hrvatskoj
- Državni zavod za zaštitu prirode

Ostali projekti
|  | Zajednički poslužitelj ima stranicu o temi Obični ris    |
|  | Zajednički poslužitelj ima još gradiva o temi Obični ris |
|  | Wikivrste imaju podatke o taksonu Obični ris             |